# Норвезька марка
Норвезька марка (норв. Norge Marck) — давня грошова одиниця королівства Норвегія, яка карбувалася під управлінням королівства Данія в період з 1523 по 1788 рік. Перша карбована марка з'явилася за часів регентства останнього римо-католицького архієпископа Олафа Енгелбректсона (1523–1537 роки). Остання монета в марках була викарбувана у 1788 році. Марка остаточно була вилучена з обігу під час грошової реформи 1873 року.

## Історія
Перші монети Норвегії, названі пеннінгами, відомі ще з кінця X століття, карбовані Олафом I (995–1000 роки). Тонкі срібні монети проіснували в обігу до XVI століття. Наприкінці XV століття, під час правління Ганса I (1483–1513 роки), була застосована Любекська грошова система, а за еталон для виготовлення срібних монет стала слугувати Кельнська марка вагою 233, 856 грами. У той період правління Ганса І в обігу з'явилися скіллінги та ріксдалери. Згідно з грошовою системою 1 ріксдалер = 6 марок = 96 скілінгам; 1 марка = 12 скіллінгів = 192 пеннінгам.
1517 року король Норвегії Кристіан II почав боротьбу за Швецію проти Данського управління, яка закінчилася, роками пізніше, поразкою і бунтом проти нього як місцевої аристократії, так і селянських громад. Водночас на трон у Швеції зійшов Густав I Ваза. Кальмарська унія припинила своє існування. 1523 року королем Данії був оголошений Фредерік І, а Кристіан II змушений був утікати до королівства Нідерландів. Регентом Норвегії був оголошений архієпископ Олаф Енгелбректсон. 
У 1531 році, намагаючись повернути собі корони Данії та Норвегії, Кристіан II на чолі війська захоплює Християнію, однак опиняється в довготривалій облозі у фортеці Акерсхус. 1532 року війська Кристіана II зазнали поразки і були змушені покинути місто, а Християн II знову повертається до Нідерландів. Після перемовин з королем Данії Фредеріком І Кристіана II зраджують і ув'язнюють на 12 років до Сенеборзького замку.
У вересні 1536 року, за підтримки лютеранської церкви, данський король Кристіан III захопив владу в Норвегії, а Олафа Енгелбректсона було відправлено на заслання. Після деяких невдалих спроб повстання у лютому 1537 року Олаф Енгелбректсон помер.
За часи регентства останнього римо-католицького архієпископа Олафа Енгелбректсона (1523–1537) карбуються скілінги та перші норвезькі марки. 1532 року Кристіаном II в облозі карбувалися тимчасові марки-кліпери з високим вмістом срібла, яке виплавляли з церковного посуду та інших предметів. 
На норвезькому острові Їмсея (норв. Gimsøya) на мідних копальнях комуни Сельюр активно видобували мідь і срібло. 1546 року в монастирі Скіен карбують перші ріксдалери зі стабільним вмістом срібла, який не змінювався до введення 1813 року ріксбанкталерів. 1626 року в Кристіанії (з 1925 року місто Осло) заснували монетний двір, який використовував для карбування монет срібло з копальні Конгсберг. 1686 року монетний двір перенесли до міста Конгсберг поблизу Конгсберзького срібного родовища, щоб на місці видобутку срібла карбувати монети. 
1660 року викарбувано золотий дукат для торгових зв'язків з іншими країнами. 1788 року монети в марках карбували востаннє, хоча до десяткової монетної реформи 1873 року їх використовували як розрахункові одиниці. Були викарбувані монети номіналом 6 марок. До 1814 року норвезькі монети дозволялося карбувати лише в ім'я данського короля.

## Монети

1 марка, 1523–1537 років, Срібло.
1 марка-кліпер, 1532 року, Срібло.
1 марка, 1543 року, Срібло
4 марки, 1670 року. Срібло (0.6720). Вага — 22.2700 г.
2 марки, 1694 року. Срібло (0.6720). Вага — 11.1400 г.
4 марки, 1698 року. Срібло (0.6720). Вага — 22.2700 г. Тираж — 65.000
6 марок, 1733 року. Срібло (0.8330). Вага — 26.9830 г. Тираж — 5.000
6 марок, 1749 року. Срібло (0.8330). Вага — 26.9830 г. Тираж — 5.008

| Таблиця карбування норвезьких марок її обігового періоду (1523—1788 роки) |                                    |        |
| Регент, король                                                            | Номінали в марках, які карбувалися | Метал  |
| архієпископ Олаф Енгелбректсон (1523–1537)                                | 1 марка                            | Срібло |
| Кристіан II (1513–1523) та (1531–1532)                                    | 1 марка-кліппінг                   | Срібло |
| Кристіан III (1534–1559)                                                  | 1 марка                            | Срібло |
| Фредерік II (1559–1588)                                                   | марки не карбувалися               |        |
| Кристіан IV (1588–1648)                                                   | 1, 2 марки                         | Срібло |
| Фредерік III (1648–1670)                                                  | ½, 1, 2, 4 марок                   | Срібло |
| Кристіан V (1670–1699)                                                    | ½, 1, 2, 4 марок                   | Срібло |
| Фредерік IV (1699–1730)                                                   | 1, 2, 4 марок                      | Срібло |
| Кристіан VI (1730–1746)                                                   | 4, 6 марок                         | Срібло |
| Фредерік V (1746–1766)                                                    | 6 марок                            | Срібло |
| Кристіан VII (1766–1808)                                                  | 6 марок                            | Срібло |